# Entidad colectiva de población
En el ámbito de la demografía una entidad colectiva de población es una agrupación de entidades singulares de población con personalidad propia y un origen marcadamente histórico. Es, por tanto, una unidad intermedia entre el municipio y la entidad singular de población que existe en algunas regiones de España. En concreto, las provincias españolas en las que existen entidades colectivas son: Álava, Alicante,Almería, Asturias, Burgos, Cantabria, La Coruña, Gerona, León, Lugo, Murcia, Navarra, Orense, Pontevedra y Vizcaya. 
Estas entidades reciben tradicionalmente distintas denominaciones según las regiones, tales como parroquia en Asturias y Galicia, diputación, como en el caso de Cartagena, o pedanía en zonas de Alicante Murcia y Almería, hermandad, concejo, etc.